# Unrealised
Unrealised — сборник российской рок-группы «Браво», состоящий из ремейков некоторых старых песен группы и трёх кавер-версий на хиты других отечественных рок-исполнителей. Релиз состоялся 16 ноября 2018 года.
Кавер на композицию «Наш дом» впервые был представлен на трибьюте группе «Машина времени» — «Машинопись» (2009), а кавер на композицию Blues de Moscou на трибьюте Майку Науменко и группе «Зоопарк» — «Песни простого человека» (2016). Песня «Тишина» впервые записана советским ВИА «Ариэль» в 1971 году, «Браво» в 2015 году записали свою кавер-версию к 70-летию победы СССР в Великой Отечественной войне при участии хора Sunny Side Singers под управлением Ольги Олейниковой и сняли на неё клип.

## Список композиций
Музыка всех песен Евгений Хавтан, если не указано иное.
| №                   | Название                         | Автор(ы)            | Длительность |
| ------------------- | -------------------------------- | ------------------- | ------------ |
| 1.                  | «Наш дом»                        | Андрей Макаревич    | 3:33         |
| 2.                  | «Blues de Mosсou»                | Майк Науменко       | 1:55         |
| 3.                  | «Тишина»                         | Лев Гуров           | 5:10         |
| 4.                  | «Замок из песка 2018»            |                     | 4:50         |
| 5.                  | «Навсегда (акустическая версия)» |                     | 3:38         |
| 6.                  | «Буги-автостоп 2018»             |                     | 4:21         |
| 7.                  | «Полёт 2018»                     |                     | 4:01         |
| 8.                  | «Любовь не горит 2018»           |                     | 3:43         |
| 9.                  | «На планете Гамма 2018»          |                     | 8:35         |
| Общая длительность: | Общая длительность:              | Общая длительность: | 39:45        |

## Критика
Алексей Мажаев из Intermedia оценил сборник на четыре звезды из пяти и отметил, что кавер-версии вышли более удачными, чем можно было ожидать, и особо из них выделил песню «Тишина», однако ремейки старых хитов признал не очень удавшимися.

## Музыканты
- Евгений Хавтан — основной вокал, гитара
- Роберт Ленц — гитара, бэк-вокал
- Александр Степаненко — аккордеон, альт-саксофон, клавишные, стил-гитара, бэк-вокал
- Михаил Грачёв — бас-гитара, контрабас
- Павел Кузин — барабаны, перкуссия

Духовая секция
- Олег Кудрявцев — тенор-саксофон
- Алексей Алексеев — труба, флюгельгорн
- Дмитрий Лазарев — тромбон
- Александр Языков — баритон-саксофон, перкуссия

Приглашённые
- хор Sunny Side Singers под управлением Ольги Олейниковой (трек «Тишина»)